# シニカル・ヒステリー・アワー
『シニカル･ヒステリー･アワー』は、白泉社の少女漫画雑誌『LaLa』で、1982年から1995年にかけて連載された玖保キリコ作の漫画作品。全14巻（文庫版は全6巻）。
作者が監督し、映画化もされた。
大人になった登場人物たちを描いた『くるくるシニカル』が『Silky』で2005年から2007年にかけて連載された。そちらは全1巻。

## 登場キャラクター
以下、「くるくるシニカル」（玖保キリコ著）より引用。
ツネコ
わがまま、意地悪、いい加減、気まぐれ、乱暴、大雑把・・負の説明はいろいろあるのになぜか憎めないお得なキャラ。自分の可能性を無限に信じている。将来の夢はアイドル。連載初期は三白眼の逆三角形顔であり「陰険で意地悪、自分が嫌われ者であるという自覚がある」キャラクターだったが連載が進むにつれて丸顔になり「図太く根明で憎めない」キャラに変わっていった。
スネ夫
ツネコの弟。ツネコの被害を身近で受けるかわいそうな人物。そのせいかかなり打算家。いやなことは「おねえちゃんにそっくり」と言われること。容姿はツネコそっくりだが成績優秀で異性にも人気がある。また、バレンタインデーの時に11個チョコをもらったこともある。
小久保キリコ
争いごとの嫌いな平和主義。そのためツネコとのケンカを避けるため、耐え忍ぶ事もしばしば。ツネコの一番近所に住む事になってしまった運命をちょっぴり悲しく思っている。流行には敏感。クールな性格で誰とでも上手くやっていける反面、人には深く関わろうとしない。割と自信過剰。自分はINであると自覚しOUTなツネコをバカにしている。もともとは彼女が主人公だったが、その座をツネコに奪われた。なお、作者と名前が同じなのは「偶然」。
ののちゃん
大人しく気持ちの優しい美少女なのでよくツネコの攻撃対象になっている。ツネコを恐れつつ、その強さをうらやましく思っている。いつもかわいい洋服を着ているのは洋裁を仕事としている母親のお手製だから。目が「のの」の形をしている。キャッチフレーズは「いつでも可愛い。どこでも可愛い」。物語後半では親の離婚と再婚という現実に悩むことになる。
一郎
のんびりした性格。常にニコニコ笑っておりあまり役に立たない。
みちこ
性格一郎と同じ。一郎とみちこはふたご。彼らを主人公にしたスピンアウト作品「ロジカル・アレルギー・アワー」もある（コミックスにはシニカルと一緒におさめられたが、それだけを抜き出した「アレルジィ」という単行本もでた）。
みちろう
一郎とみちこの飼っている犬。性格は一郎とみちこと同じ
桜小路花子
華族の血を引く桜小路のひとり娘。"世界に通用するスター"を目指している。自身の家柄の良さを威張る場面もあるが、基本的には良識的な性格。ツネコを除くクラスメートとは仲が良い。彼女が主人公のスピンアウト作品「マジカル・ミステリー・アワー」もある（コミックスにはシニカルと一緒におさめられている）。
森山しずか
通称シーちゃん。しっかりしていて面倒見がよく、いつもみんなに頼られている存在。本当はアイドル志望だったのに、誰もその夢は知らない。色白で髪の毛が薄い色なのは父方の祖母と母方の祖父がドイツ人だから。
学くん
絵に描いたような優等生で、常に学級委員としてクラスのまとめ役になっていた。あまり感情を表に出さない冷静沈着なタイプ。体が硬いので体操は苦手。
高木くん
得意科目は体育の元気な腕白坊主。義理人情に厚く、曲がった事は嫌い。あまり物事を深く考えない。ひそかにツネコにほれていた。
ツン太くん
一見地味だが激しい情熱を秘めている少年。学校では地味な少年だが、隣町のソロバン教室「カムデンパレス」にいくときはサングラスのパンクルックに変身し、一目置かれる存在となる。しかし黄桜小の誰もそれを知らない。だが、物語後半でツネコ、後にキリコにもばれてしまう。趣味はパンクロックを聴くこと。
沢の井君
気が弱く運動神経もあまり良くないためにいじめられやすい（とくにツネコに）タイプ。そんな自分と遊んでくれた昔の友達「後藤君」をずっと待っていたが、物語後半でそこから一歩踏み出す。
桜餅あん吉
「カムデンパレス」でのツン太の友達。ツン太に憧れている。伝書鳩の「ツンタ」を日本一のレースバトにするのが夢。好物は和菓子。ののちゃんのことがひそかに好き。
など

## 書誌情報
- 玖保キリコ『シニカル・ヒステリー・アワー』 白泉社〈花とゆめcomics〉、全14巻
- 玖保キリコ『シニカル・ヒステリー・アワー』 白泉社〈白泉社文庫〉、全6巻

## アニメ映画
玖保キリコ自らが監督しアニメ映画化、シネスイッチ銀座で劇場公開された。ヘラルド・エース＝日本ヘラルド映画配給。上映時間は各7分30秒。国際アニメーションフェスティバルにも出品された。
VHSビデオやレーザーディスク化されていて、サウンドトラックCDや、映画を絵本化した作品も発売。

### 各話リスト
1. トリップコースター（1988年）[2][3]
2. へんしん（1989年）[4][5]
3. 夜は楽し（1989年）[6][7]
4. うたかたのうた（1989年）[8][9]

### スタッフ
- 原作・監督 - 玖保キリコ[2]
- アニメ監督 - 前田庸生[2]
- 音楽監督 - ジョン・ゾーン[2]
- 企画・プロデューサー - 沢田康彦[2]
- 企画・製作 - エレファント・エンタープライズ[2]
- アニメ製作 - グループ・タック[2]

### キャスト
- ツネコ - 石川寛美[2]

ほか

### 関連商品
VHS
CBS・ソニーより発売。1本につき2作を収録。
- シニカル・ヒステリー・アワー Vol.1（1989年）規格品番：20ZS-84012
- シニカル・ヒステリー・アワー Vol.2（1989年）規格品番：20ZS-84013

LD
CBS・ソニーより発売。全作収録。
- シニカル・ヒステリー・アワー（1989年）規格品番：48LS-84014

CD
CBS・ソニーより発売。内容はサウンドトラックCD。シングルが各作品ずつと、全作のアルバムがそれぞれ発売。
- シニカル・ヒステリー・アワー 第1話「トリップ・コースター」（1989年）規格品番：10EH-3327[10]
- シニカル・ヒステリー・アワー 第2話「へんしん!」（1989年）規格品番：10EH-3328[11]
- シニカル・ヒステリー・アワー 第3話「夜は楽し」（1989年）規格品番：10EH-3329[12]
- シニカル・ヒステリー・アワー 第4話「うたかたのうた」（1989年）規格品番：10EH-3330[13]
- シニカル・ヒステリー・アワー オリジナル・サウンドトラック（1989年）規格品番：24DH-5291[14]

絵本
白泉社より発売。
- 玖保キリコ『シニカル・ヒステリー・アワー絵本』全4巻
  1. トリップ・コースター（1989年）ISBN 4-592-73066-6[15]
  2. へんしん!（1989年）ISBN 4-592-73067-4[16]
  3. 夜は楽し（1989年）ISBN 4-592-73068-2[17]
  4. うたかたのうた（1989年）ISBN 4-592-73069-0[18]